# Antoine Pécaudy de Contrecœur
Antoine Pécaudy de Contrecœur (1596-1er mai 1688), officier de l'armée française en Nouvelle-France.

## Biographie
Il est né en 1596 à Vignieu dans le Dauphiné.
En 1665, Antoine Pécaudy de Contrecœur s'embarque à La Rochelle pour la Nouvelle-France.
Le 17 septembre 1667, il épouse en secondes noces, Barbe Denys, filleule du gouverneur de la Nouvelle-France, Jean de Lauzon.
Il fut un militaire actif qui atteint le grade de capitaine du célèbre régiment de Carignan-Salières. 
Il dirigea de nombreuses campagnes militaires et fut blessé à plusieurs reprises. 
Il resta au Canada au moment où le régiment fut dissous. Un certain nombre d'officiers qui restèrent, obtinrent des terres.
Il fut ainsi le premier seigneur du domaine de Contrecœur dans le cadre du régime seigneurial de la Nouvelle-France.
Son fils, François-Antoine Pécaudy de Contrecœur, hérita de la seigneurie de son père. 
Il meurt le 1er mai 1688.